# دنيس يونغ (لاعب اتحاد الرغبي)
دنيس يونغ (بالإنجليزية: Dennis Young)‏ هو لاعب اتحاد الرغبي نيوزيلندي، ولد في 1 أبريل 1930 في كرايستشرش في نيوزيلندا.

## وصلات خارجية
- دنيس يونغ عل موقع إسبنسكروم (الإنجليزية)